# Shō Gen
Shō Gen (尚元 Thượng Nguyên,  1528–1572) là một vị vua của vương quốc Lưu Cầu, tại vị từ năm 1556 đến 1572. Ông là vương tử thứ hai của vua Shō Sei và có thần hiệu là Nhật Thủy Án Ti Thiêm. Tên thời trẻ của ông là "Kim Thiên Đại" (金千代). Theo học gia George H. Kerr khảo chứng, ông yêu cầu sự ủng hộ của các tam ti quan (Sanshikan), các cố vấn hoàng gia. Thời kỳ trị vì của ông đánh dấu sự bắt đầu của việc Tam ti quan đóng vai trò quan trọng hơn so với trước đây.
Theo Trung Sơn thế phả, Shō Gen nguyên là người được vua cha chỉ định kế vị. Năm 1555, Shō Sei qua đời, tuy nhiên, về sau hai trong ba pháp ti đột nhiên thay đổi lòng dạ, ủng hộ Shō Kanshin làm quân vương mới. Cuối cùng, với sự trợ giúp của người còn lại là Mao Long Huyên, Shō Gen được kế vị ngai vàng theo đúng di mệnh. Hai pháp tư bị đày ra đảo Kume và Iheya.
Năm 1562, Minh Thế Tông phái hình khoa cấp sự trung Quách Nhữ Lâm sang sắc phong cho Shō Gen, ông cũng tiếp nhận sứ thần của gia tộc Shimazu của phiên Satsuma tại Nhật Bản vào các năm 1570 và 1572. Nhà Shimazu mong muốn thành lập một số quyền kiểm soát đối với Lưu Cầu, biến nước này thành chư hầu hay nước cống nạp. Lưu Cầu chống lại lời đề nghị của nhà Shimazu, gia tộc Shimazu đã phái một đoàn quân nhỏ sang nhằm trừng trị và đã gây nên một cuộc đụng độ nhỏ trên đảo Amami Ōshima năm 1571. Năm 1571, Shō Gen thân chinh cùng với 50 chiến thuyền và giao tranh tại đảo Kume với quân Satsuma và giành được thắng lợi.
Ông qua đời ngày 1 tháng 4 năm 1572, kế vị là người con thứ Shō Ei.